# Mercocidades
Assunção, cidade que sediou a reunião em que foi assinada a Ata de Fundação, em 1995.
A Mercocidades (em castelhano: Mercociudades) é uma rede de municípios de países que participam do Mercado Comum do Sul (Mercosul), sejam eles membros ou associados. Esta organização de cidades pretende favorecer a integração delas em escala regional e estimular o desenvolvimento e a cooperação entre elas. Atualmente está formada por 181 municípios dos seguintes países: Argentina, Brasil, Bolívia, Chile, Paraguai, Peru, Uruguai e Venezuela.[carece de fontes?]

## História
A ideia de criar uma associação de cidades do Mercosul surgiu durante o seminário "Mercosul: Oportunidades e Desafios para as Cidades", realizado em março de 1995, em Assunção, capital do Paraguai. Os prefeitos que participaram da reunião, a qual foi convocada pela União de Cidades Capitais Ibero-americanas - Sub-região Cone Sul, firmaram a chamada Declaração de Assunção, onde manifestaram a necessidade de criar uma instância de cooperação entre municípios.[carece de fontes?]
Em julho de 1995, foi assinado o Compromisso de Porto Alegre (Brasil), que definiram os objetivos principais da nova organização. Finalmente, em novembro daquele ano, ela assinou o Ato Fundador das Mercocidades, em Assunção. Os membros fundadores foram as cidades de Assunção, Rosário, La Plata, Córdoba, Buenos Aires, Florianópolis, Porto Alegre, Curitiba, Rio de Janeiro, Brasília, Salvador e Montevidéu.[carece de fontes?]

## Membros
As cidades que fazem parte da Mercocidades são:
NOTA: Para uma lista atualizada, consulte o site  da organização.

### Argentina
| - Avellaneda - Bahía Blanca - Barranqueras - Bovril - Bragado - Buenos Aires - Carlos Pellegrini - Comodoro Rivadavia - Córdoba - Florencio Varela - General San Martín - Gualeguaychú - Guaymallén - Hurlingham - Junín | - La Matanza - La Plata - La Rioja - Las Bandurrias - Lomas de Zamora - Luján - Malvinas Argentinas - Mar del Plata - María Susana - Mendoza - Montecarlo - Morón - Necochea - Olavarría - Paraná | - Pergamino - Piamonte - Quilmes - Rafaela - Realicó - Reconquista - Resistencia - Río Cuarto - Rosario - Salta - Salto - San Antonio de los Cobres - San Fernando del Valle de Catamarca - San Isidro - San Jorge | - San Juan - San Luis - San Miguel de Tucumán - San Salvador de Jujuy - Santa Fe - Santiago del Estero - Tandil - Trelew - Ushuaia - Vicente López - Viedma - Villa Gesell - Villa María - Villa Mercedes - Zapala - Zárate |

### Bolívia
- Cochabamba
- La Paz
- Santa Cruz de la Sierra
- Tarija

### Brasil
- Alvorada
- Anápolis
- Araraquara
- Barra do Ribeiro
- Bela Vista
- Belém
- Belo Horizonte
- Brasília
- Camaçari
- Campinas
- Caxias do Sul
- Contagem
- Coronel Sapucaia
- Cuiabá
- Curitiba
- Diadema
- Dourados
- Esteio
- Florianópolis
- Fortaleza
- Foz do Iguaçu
- Goiânia
- Gravataí
- Guaíra
- Guarulhos
- Indaiatuba
- Jacareí
- Joinville
- Juiz de Fora
- Limeira
- Londrina
- Macaé
- Mauá
- Maringá
- Mossoró
- Niterói
- Osasco
- Paranhos
- Penápolis
- Piracicaba
- Porto Alegre
- Praia Grande
- Recife
- Ribeirão Preto
- Rio Claro
- Rio de Janeiro
- Rio Grande
- Salvador
- Santa Maria
- Santana de Parnaíba
- Santa Vitória do Palmar
- Santo André
- Santos
- São Bento do Sul
- São Bernardo do Campo
- São Borja
- São Caetano do Sul
- São Carlos
- São José do Rio Preto
- São Leopoldo
- São Paulo
- São Vicente
- Sumaré
- Suzano
- Taboão da Serra
- Teresina
- Uberlândia
- Uberaba
- Várzea Paulista
- Viamão
- Vitória
- Vitória da Conquista

### Chile
| - Arica - Calama - Concepción | - Chillán Viejo - El Bosque - Los Andes | - Puerto Montt - Quilpué - Rancagua | - Santiago - Valparaíso - Viña del Mar |

### Paraguai
| - Assunção - Bella Vista Norte - Capiatá - Cambyretá - Carlos A. López | - Concepción - Coronel Oviedo - Fernando de la Mora - Hernandarias - Horqueta | - Jesús - Limpio - Nanawa - Pedro Juan Caballero - Pilar | - Salto del Guairá - San Lázaro - San Pedro de Ykuamandyjú - Villeta - Ypehú |

### Peru
- Jesús María
- La Victoria
- Lima
- Lurin

### Uruguai
| - Canelones - Cerro Largo - Colonia - Durazno | - Flores - Florida - Maldonado - Montevideo | - Paysandú - Río Negro - Rivera - Rocha | - San José - Salto - Tacuarembó - Treinta y Tres |

### Venezuela
- Barquisimeto
- Alcaldía Mayor de Caracas
- Cumaná
- Libertador